# Huangjing (socken i Kina, Hunan)
Huangjing (kinesiska: 黄荆, 黄荆乡) är en socken i Kina. Den ligger i provinsen Hunan, i den södra delen av landet, omkring 200 kilometer sydväst om provinshuvudstaden Changsha. Antalet invånare är 18103. Befolkningen består av 8 601 kvinnor och 9 502 män. Barn under 15 år utgör 21,0 %, vuxna 15-64 år 67 %, och äldre över 65 år 11,0 %.
Genomsnittlig årsnederbörd är 1 620 millimeter. Den regnigaste månaden är maj, med i genomsnitt 246 mm nederbörd, och den torraste är oktober, med 50 mm nederbörd.